# Il quadrante d'oro
Il quadrante d'oro è un film del 1922 diretto da Emilio Ghione.